# First Division 1906-1907
La First Division 1906-1907 è stata la 19ª edizione della massima serie del campionato inglese di calcio, disputato tra il 1º settembre 1906 e il 27 aprile 1907 e concluso con la vittoria del Newcastle Utd, al suo secondo titolo.
Capocannoniere del torneo è stato Alexander Young (Everton) con 28 reti.

## Squadre partecipanti
| Club             | Stagione | Città               | Stadio                                                                     | Stagione precedente                   |
| ---------------- | -------- | ------------------- | -------------------------------------------------------------------------- | ------------------------------------- |
| Aston Villa      | dettagli | Birmingham          | Villa Park                                                                 | 8º posto in First Division            |
| Birmingham City  | dettagli | Birmingham          | Muntz Street (Fino al 22 dicembre 1906) St Andrew's (Dal 26 dicembre 1906) | 7º posto in First Division            |
| Blackburn        | dettagli | Blackburn           | Ewood Park                                                                 | 9º posto in First Division            |
| Bolton           | dettagli | Bolton              | Burnden Park                                                               | 6º posto in First Division            |
| Bristol City     | dettagli | Bristol             | Ashton Gate Stadium                                                        | 1º posto in Second Division, promosso |
| Bury             | dettagli | Bury                | Gigg Lane                                                                  | 17º posto in First Division           |
| Derby County     | dettagli | Derby               | Baseball Ground                                                            | 15º posto in First Division           |
| Everton          | dettagli | Liverpool           | Goodison Park                                                              | 11º posto in First Division           |
| Liverpool        | dettagli | Liverpool           | Anfield                                                                    | 1º posto in First Division            |
| Manchester City  | dettagli | Manchester          | Hyde Road                                                                  | 5º posto in First Division            |
| Manchester Utd   | dettagli | Manchester          | Bank Street                                                                | 2º posto in Second Division, promosso |
| Middlesbrough    | dettagli | Middlesbrough       | Ayresome Park                                                              | 18º posto in First Division           |
| Newcastle Utd    | dettagli | Newcastle upon Tyne | St James' Park                                                             | 4º posto in First Division            |
| Notts County     | dettagli | Nottingham          | Trent Bridge                                                               | 16º posto in First Division           |
| Preston N.E.     | dettagli | Preston             | Deepdale                                                                   | 2º posto in First Division            |
| Sheffield Utd    | dettagli | Sheffield           | Bramall Lane                                                               | 13º posto in First Division           |
| Sheffield Weds   | dettagli | Sheffield           | Hillsborough Stadium                                                       | 3º posto in First Division            |
| Stoke City       | dettagli | Stoke-on-Trent      | Victoria Ground                                                            | 10º posto in First Division           |
| Sunderland       | dettagli | Sunderland          | Roker Park                                                                 | 14º posto in First Division           |
| Woolwich Arsenal | dettagli | Londra              | Manor Ground                                                               | 12º posto in First Division           |

## Classifica finale
|       | Pos. | Squadra          | Pt | G  | V  | N  | P  | GF | GS | Med   |
| ----- | ---- | ---------------- | -- | -- | -- | -- | -- | -- | -- | ----- |
|       | 1.   | Newcastle Utd    | 51 | 38 | 22 | 7  | 9  | 74 | 46 | 1.609 |
|       | 2.   | Bristol City     | 48 | 38 | 20 | 8  | 10 | 66 | 47 | 1.404 |
|       | 3.   | Everton          | 45 | 38 | 20 | 5  | 13 | 70 | 46 | 1.522 |
|       | 4.   | Sheffield Utd    | 45 | 38 | 17 | 11 | 10 | 57 | 55 | 1.036 |
|       | 5.   | Aston Villa      | 44 | 38 | 19 | 6  | 13 | 78 | 52 | 1.500 |
|       | 6.   | Bolton           | 44 | 38 | 18 | 8  | 12 | 59 | 47 | 1.255 |
|       | 7.   | Woolwich Arsenal | 44 | 38 | 20 | 4  | 14 | 66 | 59 | 1.119 |
|       | 8.   | Manchester Utd   | 42 | 38 | 17 | 8  | 13 | 53 | 56 | 0.946 |
|       | 9.   | Birmingham City  | 38 | 38 | 15 | 8  | 15 | 52 | 52 | 1.000 |
|       | 10.  | Sunderland       | 37 | 38 | 14 | 9  | 15 | 65 | 66 | 0.985 |
|       | 11.  | Middlesbrough    | 36 | 38 | 15 | 6  | 17 | 56 | 63 | 0.889 |
|       | 12.  | Blackburn        | 35 | 38 | 14 | 7  | 17 | 56 | 59 | 0.949 |
| [ 2 ] | 13.  | Sheffield Weds   | 35 | 38 | 12 | 11 | 15 | 49 | 60 | 0.817 |
|       | 14.  | Preston N.E.     | 35 | 38 | 14 | 7  | 17 | 44 | 57 | 0.772 |
|       | 15.  | Liverpool        | 33 | 38 | 13 | 7  | 18 | 64 | 65 | 0.985 |
|       | 16.  | Bury             | 32 | 38 | 13 | 6  | 19 | 58 | 68 | 0.853 |
|       | 17.  | Manchester City  | 32 | 38 | 10 | 12 | 16 | 53 | 77 | 0.688 |
|       | 18.  | Notts County     | 31 | 38 | 8  | 15 | 15 | 46 | 50 | 0.920 |
|       | 19.  | Derby County     | 27 | 38 | 9  | 9  | 20 | 41 | 59 | 0.695 |
|       | 20.  | Stoke City       | 26 | 38 | 8  | 10 | 20 | 41 | 64 | 0.641 |

Legenda:
      Campione d'Inghilterra.
      Retrocessa in Second Division.
Regolamento:
Due punti a vittoria, uno a pareggio, zero a sconfitta.
A parità di punti le squadre venivano classificate secondo il quoziente reti.

## Risultati

### Tabellone
|                  | Ast  | Bir  | Bla  | Bol  | BrC  | Bry  | Der  | Eve  | Liv  | MaC  | MaU  | Mid  | New  | NtC  | Pre  | ShU  | ShW  | Sto  | Sun  | Woo  |
| ---------------- | ---- | ---- | ---- | ---- | ---- | ---- | ---- | ---- | ---- | ---- | ---- | ---- | ---- | ---- | ---- | ---- | ---- | ---- | ---- | ---- |
| Aston Villa      | –––– | 4-1  | 4-2  | 0-2  | 3-2  | 3-1  | 2-0  | 2-1  | 4-0  | 4-1  | 2-0  | 2-3  | 0-0  | 0-0  | 3-0  | 5-1  | 8-1  | 1-0  | 2-2  | 2-2  |
| Birmingham City  | 3-2  | –––– | 2-0  | 4-2  | 2-2  | 3-1  | 2-1  | 1-0  | 2-1  | 4-0  | 1-1  | 0-0  | 2-4  | 2-0  | 3-0  | 0-0  | 1-1  | 2-1  | 2-0  | 5-1  |
| Blackburn        | 2-1  | 1-0  | –––– | 2-3  | 0-1  | 4-1  | 5-1  | 2-1  | 1-1  | 4-0  | 2-4  | 4-1  | 4-0  | 0-2  | 1-1  | 1-1  | 0-2  | 3-1  | 2-1  | 2-3  |
| Bolton           | 1-2  | 2-3  | 5-2  | –––– | 1-2  | 1-0  | 1-0  | 1-3  | 3-0  | 1-1  | 0-1  | 1-0  | 4-2  | 0-0  | 3-0  | 6-1  | 0-0  | 1-1  | 1-0  | 3-0  |
| Bristol City     | 2-4  | 0-0  | 3-0  | 1-2  | –––– | 2-0  | 3-0  | 2-1  | 3-1  | 2-0  | 1-2  | 3-0  | 2-1  | 1-0  | 1-0  | 3-3  | 2-0  | 4-0  | 1-1  | 1-3  |
| Bury             | 0-3  | 1-0  | 0-0  | 2-3  | 1-1  | –––– | 1-0  | 1-2  | 1-3  | 3-1  | 1-2  | 1-1  | 3-2  | 3-0  | 2-0  | 2-1  | 0-0  | 2-0  | 2-3  | 4-1  |
| Derby County     | 0-1  | 1-1  | 2-3  | 0-1  | 1-3  | 2-1  | –––– | 5-2  | 0-1  | 2-2  | 2-2  | 1-0  | 0-0  | 3-0  | 3-0  | 3-0  | 1-0  | 2-1  | 1-1  | 0-0  |
| Everton          | 1-2  | 3-0  | 2-0  | 1-0  | 2-0  | 1-0  | 2-0  | –––– | 0-0  | 9-1  | 3-0  | 5-1  | 3-0  | 2-2  | 1-0  | 4-2  | 2-0  | 3-0  | 4-1  | 2-1  |
| Liverpool        | 5-2  | 2-0  | 0-2  | 0-2  | 2-4  | 2-2  | 2-0  | 1-2  | –––– | 5-4  | 0-1  | 2-4  | 4-1  | 5-1  | 6-1  | 2-2  | 1-2  | 1-0  | 1-2  | 4-0  |
| Manchester City  | 4-2  | 1-0  | 0-0  | 1-1  | 0-1  | 2-2  | 2-2  | 3-1  | 1-0  | –––– | 3-0  | 3-1  | 1-1  | 2-1  | 1-1  | 0-2  | 0-1  | 2-2  | 2-3  | 1-4  |
| Manchester Utd   | 1-0  | 2-1  | 1-1  | 1-2  | 0-0  | 2-4  | 1-1  | 3-0  | 0-0  | 1-1  | –––– | 3-1  | 1-3  | 0-0  | 3-0  | 2-0  | 5-0  | 4-1  | 2-0  | 1-0  |
| Middlesbrough    | 1-0  | 1-0  | 0-1  | 0-0  | 1-0  | 3-1  | 4-1  | 2-2  | 0-1  | 2-3  | 2-0  | –––– | 0-3  | 2-0  | 2-1  | 0-1  | 1-3  | 5-0  | 2-1  | 5-3  |
| Newcastle Utd    | 3-2  | 2-0  | 3-1  | 4-0  | 3-0  | 3-2  | 2-0  | 1-0  | 2-0  | 2-0  | 5-0  | 4-0  | –––– | 4-3  | 2-1  | 0-0  | 5-1  | 1-0  | 4-2  | 1-0  |
| Notts County     | 1-1  | 2-2  | 1-2  | 0-0  | 2-3  | 1-2  | 4-0  | 0-1  | 2-0  | 0-0  | 3-0  | 2-2  | 1-0  | –––– | 0-0  | 4-0  | 2-2  | 2-2  | 0-0  | 4-1  |
| Preston N.E.     | 2-0  | 2-0  | 1-0  | 3-1  | 3-1  | 3-2  | 1-0  | 1-1  | 3-1  | 1-3  | 2-0  | 4-2  | 2-2  | 0-0  | –––– | 2-1  | 1-0  | 2-2  | 2-0  | 0-3  |
| Sheffield Utd    | 0-0  | 2-0  | 3-0  | 2-1  | 1-1  | 3-0  | 2-0  | 4-1  | 1-0  | 1-4  | 0-2  | 1-1  | 0-0  | 2-1  | 3-1  | –––– | 2-1  | 2-0  | 3-2  | 4-2  |
| Sheffield Weds   | 2-1  | 0-1  | 3-1  | 2-0  | 3-0  | 1-2  | 1-1  | 1-1  | 2-3  | 3-1  | 5-2  | 0-2  | 2-2  | 1-3  | 2-1  | 2-2  | –––– | 0-1  | 2-1  | 1-1  |
| Stoke City       | 0-2  | 3-0  | 1-1  | 3-0  | 0-3  | 3-1  | 2-1  | 2-0  | 1-1  | 3-0  | 1-2  | 0-2  | 1-2  | 1-1  | 0-2  | 1-1  | 1-1  | –––– | 2-2  | 2-0  |
| Sunderland       | 2-1  | 4-1  | 1-0  | 1-2  | 3-3  | 3-5  | 0-2  | 1-0  | 5-5  | 1-1  | 4-1  | 4-2  | 2-0  | 3-1  | 1-0  | 1-2  | 1-1  | 3-1  | –––– | 2-3  |
| Woolwich Arsenal | 3-1  | 2-1  | 2-0  | 2-2  | 1-2  | 3-1  | 3-2  | 3-1  | 2-1  | 4-1  | 4-0  | 2-0  | 2-0  | 1-0  | 1-0  | 0-1  | 1-0  | 2-1  | 0-1  | –––– |